# Manuel Trujillo Durán
Manuel María Segundo de la Trinidad Trujillo Durán (Maracaibo, 8 de enero de 1871 - Maracaibo, 14 de marzo de 1933) fue un fotógrafo, cineasta, periodista y empresario venezolano. Es considerado como uno de los pioneros de la cinematografía venezolana.

## Biografía
Manuel Trujillo Durán inició sus estudios de bachillerato a los 14 años en el Colegio Federal de Varones. Tuvo como condiscípulo al poeta Udón Pérez, al lado de cuya casa construiría años después el Teatro Variedades en la calle Carabobo. Manuel se casó dos veces; la primera vez con Atilana Maggiolo, con quien tuvo un hijo que falleció pequeño. En paralelo convivió con Agripina Altuve, con quien tuvo cinco hijos, de los cuales sobrevivieron dos: Roque y Ciro.
Manuel Trujillo Durán fue un fotógrafo de Maracaibo finisecular y el primer técnico de cine en la región, quien con su hermano Guillermo Trujillo Durán y su socio Adolfo Carrizo fundó un taller de fotograbado en 1896 en la calle Venezuela, donde tenía su salón fotográfico El rayo de luz, que les sirvió para la edición de la revista homónima en 1897. También funda el periódico Gutenberg, donde publica avisos para promocionar sus servicios gráficos. Sus trabajos fotográficos fueron reproducidos en las revistas El Zulia Ilustrado de Maracaibo y El Cojo Ilustrado de Caracas.
Los hermanos importaron el primer vitascopio a Maracaibo, con el cual se hicieron las primeras exhibiciones cinematográficas en el país, el 10 y 11 de julio de 1896 en el Teatro Baralt de Maracaibo. 

## Cine

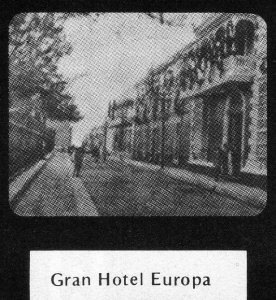
Fotograma de la película "Un célebre especialista sacando muelas en el gran Hotel Europa"

El 28 de enero de 1897 los hermanos estrenaron en el Teatro Baralt los dos primeros cortometrajes que se hicieron en el país: Un célebre especialista sacando muelas en el Gran Hotel Europa y Muchachos bañándose en la Laguna de Maracaibo. 
Las primeras imágenes que se mostraron en el Baralt fueron Gran Alegoría sobre la doctrina Monroe, el Baile de la Serpentina, la Corona de oro, Taller de herrería, Gran parque central y Torneo carnavalesco, una serie de cortos grabados en Nueva York. Manuel Trujillo está sepultado en el Cementerio El Cuadrado, en la ciudad de Maracaibo, Estado del Zulia. Murió en Maracaibo el 14 de marzo de 1933 a la edad de 63 años a causa de suicidarse con un arma de fuego.